# Les ogres de Barback
Les Ogres de Barback (habitualmente llamados Les Ogres) es un grupo francés creado en 1994, auto-producido y compuesto por cuatro hermanos y hermanas: Fred, Sam, Alice y Mathilde. Cada uno de ellos toca varios instrumentos. 

## Presentación
Músicos de gran reputación gracias a la calidad de su trabajo, tanto técnico como lírico. En sus canciones podemos encontrar diversos instrumentos como el acordeón,  la guitarra, el violoncelo y el piano, pero también otros menos habituales como la trompeta, el trombón de varas, la tuba, el violín y otros muchos instrumentos folclóricos.
En cada canción al menos dos de ellos cambian de instrumento. Muestran un gran abanico de influencias, desde grandes autores franceses como Brassens, Renaud y Pierre Perret, pasando por el rock alternativo de los 80 con grupos como Mano Negra, Les VRP y Bérurier Noir, hasta llegar a la música de países del este del tipo de Emir Kusturica, al que deben el nombre de 
su propia compañía discográfica: Irfan o "Les Yeux Noirs". Apreciaremos un cambio en sus últimos álbumes con textos menos callejeros, conservando la influencia infantil de « Pitt Ocha », pero teniendo unas letras más comprometidas, comunitarias y cívicas. 
El 12 de julio de 2009, cerraron el festival de LaSemo, compartiendo escenario con la Rue Kétanou y Debout sur le Zinc.

## Miembros del grupo
- Fred Burguière : acordeón cromático, trombón, guitarras, vocal, corneta, acordeón diatónico, contrabajo, bombo…
- Sam Burguière : violín, trompeta, guitarras, fliscorno, hummel, acordeón …
- Alice Burguière : violonchelo, contrabajo, sierra musical, trombón, coros, guitarra, acordeón, tuba, erhu, violín …
- Mathilde Burguière : piano, tuba, flauta travesera, clarinete, coros, guitarra, acordeón, sousafón, percusión, violonchelo…

Son todos ellos hermanos y hermanas, Alice y Mathilde son gemelas. Crecieron en Jouy-le-Moutier en la Val-d'Oise. Provienen de descientes armenios que huyeron del genocidio armenio.

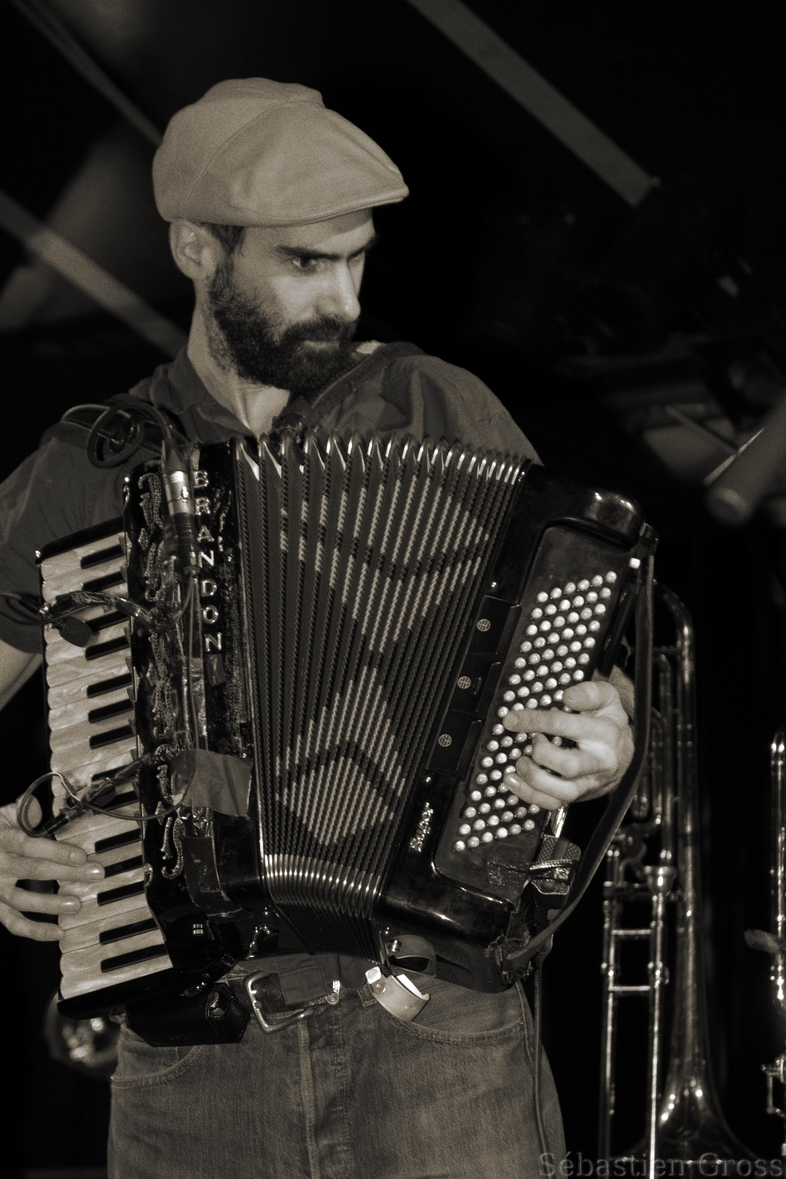
Fredo
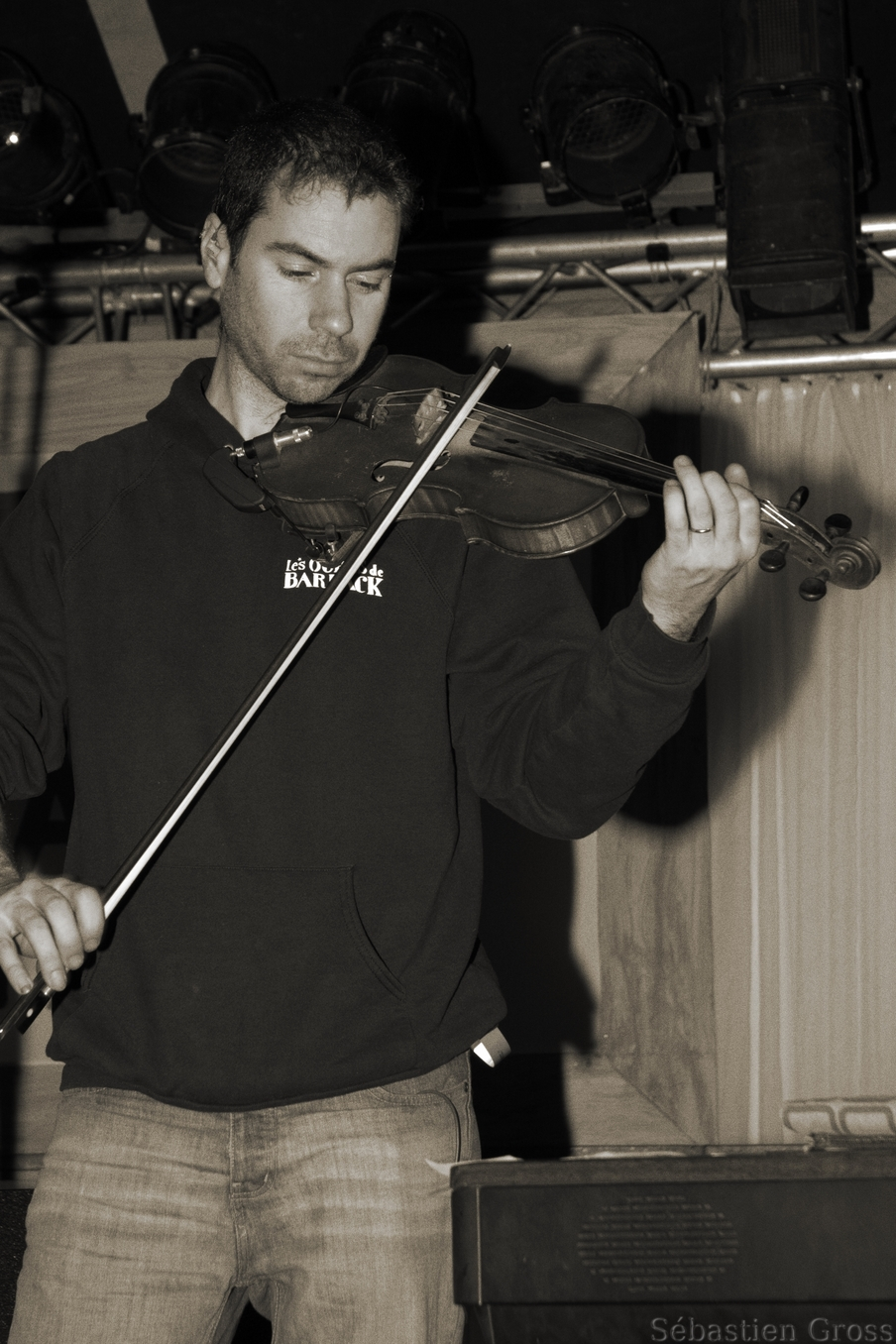
Sam
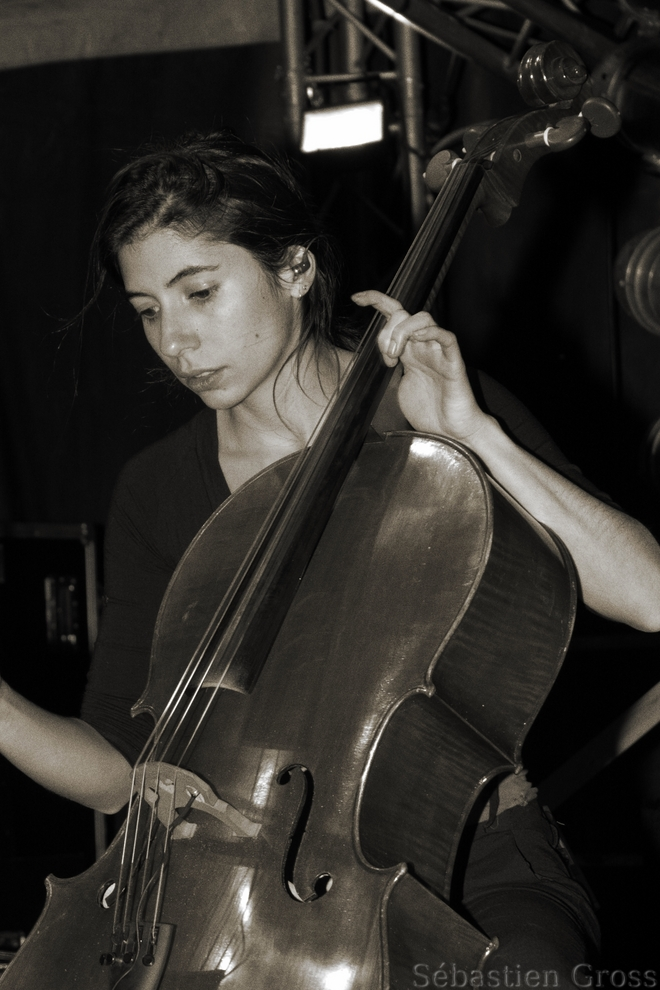
Alice
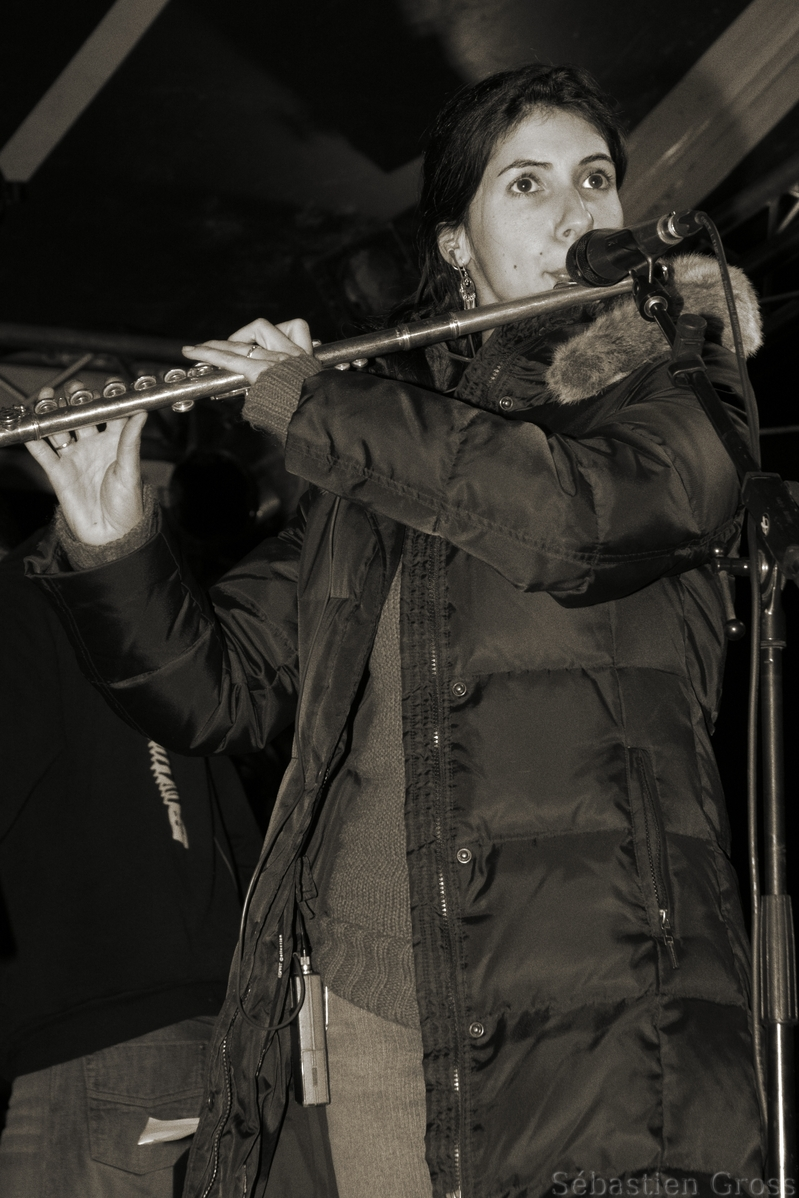
Mathilde

Cergy, 26 de enero de 2007.

## Discografía

### Colaboraciones
1998
- K2R Riddim - Carnet de Roots

2001
- K2R Riddim - Decaphonik
- Debout sur le Zinc - L'Hômme à tue-tête
- Les Hurlements d'Léo - La belle affaire

2002
- Pierre Perret - Cui là

2003
- Les Hurlements d'Léo - Ouest Terne

2005
- Tryo - Tryo au Cabaret Sauvage

2006
- L'Air de rien - luttopie

2007
- Jules - Les années douces

2008
- Les Barbeaux  - Les Saints Ecrits

- Aldebert - Enfantillages

### DVD
- 2005: 10 Ans d'Ogres et de Barback
- 2009: Fin de chantier... à l'Olympia